# Mel Tormé

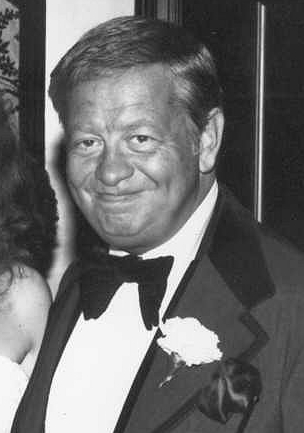
Mel Tormé (1979)

Melvin Howard „Mel“ Tormé (* 13. September 1925 in Chicago; † 5. Juni 1999 in Los Angeles) war ein US-amerikanischer Sänger im Bereich des Jazz und der Popmusik, der auch als Schlagzeuger, Komponist, Arrangeur, Autor und Schauspieler in Erscheinung trat. Sein Presseagent prägte für ihn den Spitznamen The Velvet Fog (etwa „der samtene Nebelschleier“), der sich auf Tormés sanft-geschmeidige Baritonstimme bezog. Seine berühmteste Komposition ist der Weihnachtsklassiker The Christmas Song, den er zusammen mit Bob Wells schrieb.

## Werdegang
Mel Tormé, Sohn russischer Immigranten, sang bereits im Alter von 4 Jahren mehrere Monate mit dem  Coon-Sanders Orchestra. Er arbeitete wie seine Kollegen Mickey Rooney oder Sammy Davis, Jr. als Kinderstar in Radioserien, da er in einem aktiven Künstlerumfeld aufwuchs. Ab dem siebten Lebensjahr wechselte er ans Schlagzeug, bevor er sich wieder als Sänger versuchte. Seine erste Schallplatte nahm er im Alter von 15 Jahren mit Harry James auf. 1942 holte ihn Ben Pollack in das Chico Marx Orchestra. Als Filmschauspieler debütierte Tormé 1943 an der Seite von Frank Sinatra in dem Film Higher and Higher. Gemeinsam mit Les Baxter und Ginny O’Connor formierte er kurz vor seiner Einberufung zur US-Army und dann erneut 1947 die Vokalgruppe Mel-Tones; erste Aufnahmen entstanden für Jewell und Decca Records, nach dem Zweiten Weltkrieg für Musicraft Records, teilweise begleitet von Artie Shaws Orchester. Carlos Gastel, der schon die Karrieren von Nat King Cole und Peggy Lee gefördert hatte, holte ihn zu Capitol Records und MGM, die ihn als Popstar herausstellten; doch nach ein paar Jahren entschloss sich Tormé, mit kleineren Labels zu arbeiten und wieder mehr zum Jazz zu tendieren. Es folgten Alben wie Musical Sounds Are the Best Songs für Coral 1954 und It’s a Blue World auf Bethlehem. Mitte der 1950er Jahre spielte er zusammen mit Marty Paich in der Band Mel Tormé with the Marty Paich Dektette; sie nahmen zusammen vier Alben auf, wie Mel Tormé Sings Fred Astaire (Bethlehem, 1956) und auf Verve Tormé (1958), Back in Town (1959) und als Höhepunkt und Re-Union der Mel-Tones schließlich Mel Tormé Swings Shubert Alley, bei dem Paich und Tormé Broadway-Songs verarbeiteten, wie Comden/Greens „Just in Time“, „Too Darn Hot“, Harold Arlens „A Sleepin´ Bee“ oder Frank Loessers „Once in Love with Amy“. Zu ihren Begleitmusikern gehörten u. a. Art Pepper, Frank Rosolino, Red Callender und Mel Lewis.
In den Jahren 1963 und 1964 arbeitete Tormé als Schreiber für die Judy Garland Show, in der er auch auftrat. Die Erfahrungen verarbeitete er später in dem Buch The Other Side of the Rainbow.
In den 1960er Jahren entstanden für Atlantic und Columbia weitere Produktionen mit Studioorchestern, u. a. geleitet von Shorty Rogers oder Al Porcino.
Eine intensive Zusammenarbeit begann Tormé in den späten 1970er Jahren mit dem Pianisten George Shearing und dessen Band; ab dieser Zeit schrieb er auch seine Arrangements selber. In den 1980er Jahren entstanden eine Reihe von Alben für Concord Jazz, u. a. mit der Rob McConnell Bigband. 1988 nahm er das Reunion-Album mit Westcoast-Musikern wie Bob Enevoldsen, Jack Sheldon und Pete Jolly auf.
In den 1990er Jahren arbeitete er noch mit Cleo Laine (Nothing Without You) und Ken Peplowski (Sing, Sing; Sing); sein letztes Album war das im Juli 1995 aufgenommene Velvet and Brass für Concord. Im August 1996 hätte Mel Tormé gemeinsam mit George Shearing das Newport Jazz Festival eröffnen sollen. Doch das Konzert musste in letzter Sekunde abgesagt werden: Tormé hatte einen Schlaganfall erlitten. Er sollte sich von diesem nie mehr erholen: Der Sänger konnte in der Folge nicht mehr live auftreten.
Mel Tormé starb am 5. Juni 1999 an den Folgen eines weiteren Schlaganfalls.

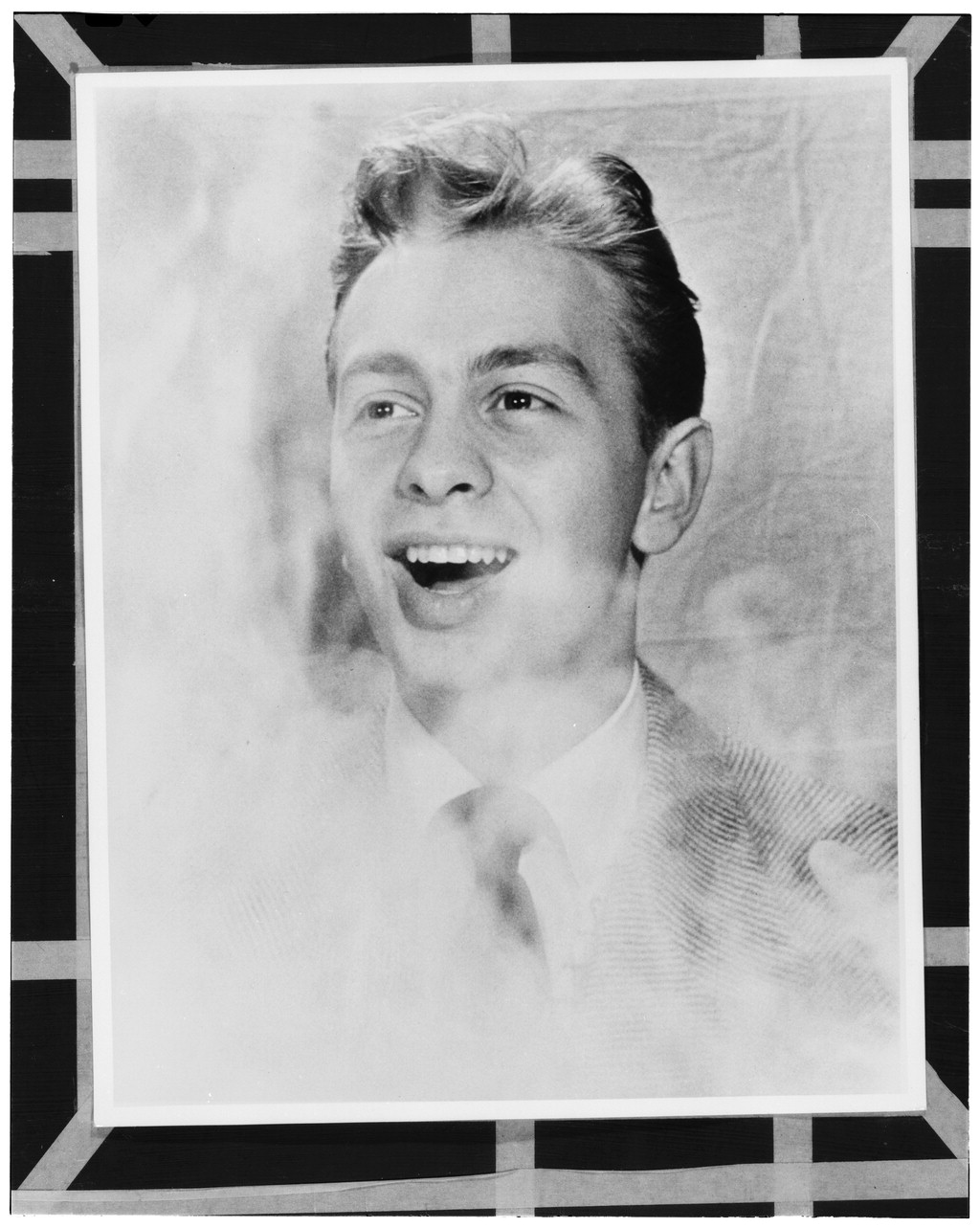
Mel Tormé in den 40er Jahren.
Foto William P. Gottlieb.

## Diskographische Hinweise
- 1949: The Best of the Capitol Years (1949-52)
- 1955: It’s a Blue world (Bethlehem)
- 1958: Tormé (Verve)
- 1960: Swings Shubert Alley (Verve)
- 1960: Swingin´ on the Moon (Verve)
- 1960: Prelude to a Kiss (Fresh Sound, n. d.)
- 1963: Sunday in New York (Atlantic)
- 1982: An Evening with George Shearing & Mel Tormé (Concord)
- 1986: Mel Tormé, Rob McConnell and the Boss Brass (Concord)
- 1987: A Vintage Year (Concord)
- 1995: Velvet and Brass (Concord)

## 7" Singles (Auswahl)
- Something’s Gotta Give
- A Day in the Life of Bonnie & Clyde (Liberty 15064 + Bildcover 1968)

## Filmografie (Auswahl)
- 1943: Higher and Higher
- 1944: Resisting Enemy Interrogation
- 1947: Good News
- 1948: Words and Music
- 1950: Die Venus verliebt sich (Duchess of Idaho)
- 1958: Die Angstmacher (The Fearmakers)
- 1959: Der große Schwindler (The Big Operator)
- 1959: Blonde Locken – scharfe Krallen (Girls Town)
- 1960: Walk Like a Dragon
- 1960: The Private Lives of Adam and Eve
- 1964: Die Heulboje (The Patsy)
- 1978: Land ohne Wiederkehr (Land of No Return)
- 1982: Pray TV – Die Sendung Gottes (Pray TV)
- 1983: Hotel St. Gregory (Fernsehserie) Pilotfilm (Gastauftritt)
- 1986–1992: Harrys wundersames Strafgericht (Night Court, TV; 8 Gastauftritte)
- 1991: Die nackte Kanone 2½ (The Naked Gun 2½: The Smell of Fear)
- 1995: Seinfeld (TV; Gastauftritt)
- 1996: Sliders – Das Tor in eine fremde Dimension (Sliders, TV; Gastauftritt)

## Bibliographie
- The Other Side of the Rainbow (1970)
- Wynner (1978)
- It Wasn't All Velvet (1988)
- Traps—The Drum Wonder: The Life of Buddy Rich (1991)
- My Singing Teachers Reflections on Singing Popular Music (1994)

## Auszeichnungen
- 1983: Grammy Award (Beste Jazz-Gesangsdarbietung, männlich)
- 1984: Grammy Award (Beste Jazz-Gesangsdarbietung, männlich)
- 1996: Grammy Award (Komposition)
- 1999: Lifetime Achievement Grammy Award
- Stern auf dem Hollywood Walk of Fame